# Jardín Botánico de Schellerhau
El Jardín Botánico de Schellerhau en alemán : Botanischer Garten Schellerhau es un jardín botánico de 1.5 hectáreas que se encuentra en Altenberg, Alemania.

## Localización
Se ubica cerca de la aldea de Schellerhau. Botanischer Garten Schellerhau Hauptstrasse 41, Altenberg, Sachsen, Deutschland-Alemania.50°46′4″N 13°41′59″E / 50.76778, 13.69972
Se encuentra abierto a diario durante los meses cálidos del año. Se cobra una tarifa de entrada.

## Historia
El jardín fue establecido en 1906 por Gustav Adolf Poscharsky, inspector del "jardín botánico real de Dresden", como su jardín privado. Como escribió posteriormente, "Por lo que sé era la primera tentativa con jardín como este en Erzgebirge (montañas del mineral). Elegí la meseta de Schellerhau de 750 msnm de altura." Allí plantó especies de las montañas de Asia, Norteamérica, y del Cáucaso, y antes de 1908 crecían 93 árboles, incluyendo 19 variedades de manzanas, 9 de peras, 7 ciruelos, 2 variedades de rosas, muchos arbustos, y 401 especies de herbáceas.
En 1916 el jardín fue transferido al Forstbotanischer Garten Tharandt el cual llegaría a convertirse en un entramado complejo de propiedades que persiste actualmente, y en 1920 llegó a ser asociado con el Botanischer Garten der Technischen Universität Dresden como alpinum. En 1928 fue agrandado por dos compras adicionales de 2240 m² y de 800 m², y comenzó posteriormente a enfocarse sobre la flora del Erzgebirge, pero quedó abandonado durante la Segunda Guerra Mundial. 

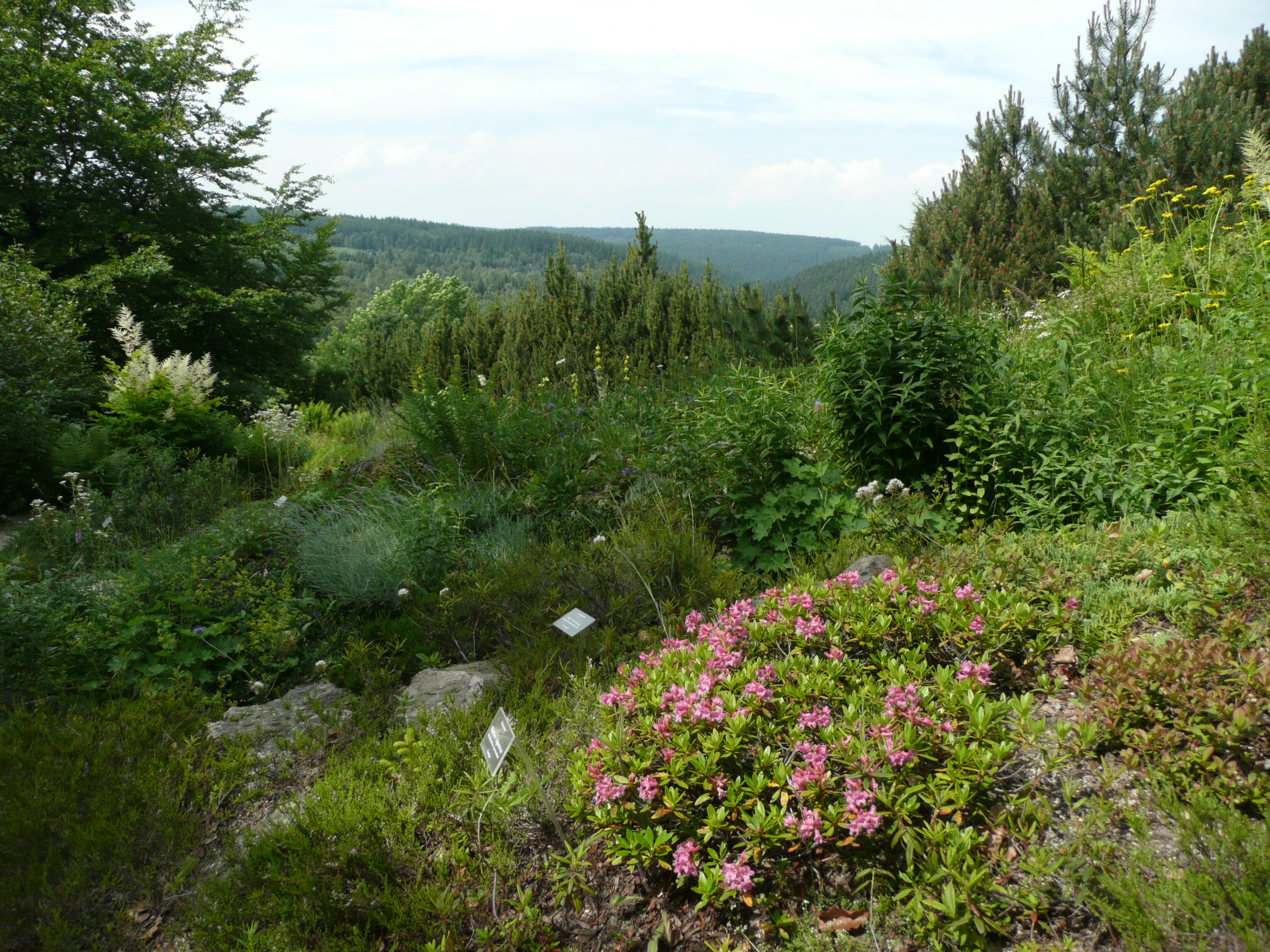
Vista en el Botanischer Garten Schellerhau.

Al final de la guerra, de las 1026 especies de plantas registradas en la década de 1930, solamente 33 árboles y 158 arbustos podían ser identificados. En 1949 fue expropiado y restaurado con gran esmero por el profesor y botánico Fritz Stopp, y para 1951 cultivó más de 1000 especies, gradualmente alcanzando aproximadamente 2000 especies con unas buenas colecciones de setas, liquenes, y musgos. 
El estado de la Alemania Oriental fue eliminado en 1991, continuando la rehabilitación del jardín durante la década de 1990 ya en la Alemania reunificada. 

## Colecciones
El jardín cultiva actualmente unas 1000 especies, con un enfoque en las especie locales en peligro. También recoge especies de Norteamérica y Asia, particularmente de las altas montañas.
Las colecciones incluyen las plantas de la alta montaña tales como alisos, genciana de los Alpes y hierbas, Campanulas, claveles, brezos, pinos enanos, primaveras, rhododendron, y saxifragas.